# Nati nel 1993/Settembre
| Questa pagina contiene informazioni ricavate automaticamente dalle voci biografiche con l'ausilio del template Bio e di un bot. L'aggiornamento è periodico e automatico e ricostruisce completamente la pagina. Se manca una persona in questa lista, sei pregato di non aggiungerla, ma accertati piuttosto che la sua voce biografica contenga il template Bio e che i dati anagrafici siano correttamente compilati. Se il template Bio manca, inseriscilo tu stesso o, in alternativa, metti l'avviso {{tmp\|Bio}} che ne segnala la mancanza. Se i dati riportati sono sbagliati, correggi direttamente la voce biografica; le modifiche saranno visibili in questa lista entro pochi giorni. Per chiarimenti vedi il progetto biografie. La lista contiene solo le 483 persone che sono citate nell'enciclopedia e per le quali è stato implementato correttamente il template Bio. Pagina aggiornata al 18 ago 2025. |

- 1º settembre - Elizabeth Addo, calciatrice ghanese
- 1º settembre - Federico Barba, calciatore italiano
- 1º settembre - Alexander Cataford, ex ciclista su strada canadese
- 1º settembre - Alexander Conti, attore canadese
- 1º settembre - Soner Dikmen, calciatore turco
- 1º settembre - Sergio Rico, calciatore spagnolo
- 1º settembre - Tyler Harris, cestista statunitense
- 1º settembre - Jan Kliment, calciatore ceco
- 1º settembre - Mario Lemina, calciatore gabonese
- 1º settembre - Jaloliddin Masharipov, calciatore uzbeko
- 1º settembre - Ilona Mitrecey, cantante francese
- 1º settembre - Silje Norendal, ex snowboarder norvegese
- 1º settembre - Tion Wayne, rapper e disc jockey britannico
- 1º settembre - Deni Pavlović, calciatore serbo
- 1º settembre - Jordan Payton, giocatore di football americano statunitense
- 1º settembre - Derick Poloni, calciatore brasiliano
- 1º settembre - Thitipan Puangchan, calciatore thailandese
- 1º settembre - Jack Robinson, calciatore inglese
- 1º settembre - William Troost-Ekong, calciatore olandese
- 1º settembre - Guilherme de Jesus da Silva, calciatore brasiliano
- 2 settembre - Jaime Arrascaita, calciatore boliviano
- 2 settembre - Deivy Balanta, calciatore colombiano
- 2 settembre - Andrea Cassinelli, pattinatore di short track italiano
- 2 settembre - Sofian Chakla, calciatore marocchino
- 2 settembre - William Craft, allenatore di pallavolo e ex pallavolista statunitense
- 2 settembre - Ljuban Crepulja, calciatore croato
- 2 settembre - Juan Felipe Delgadillo, ex calciatore messicano
- 2 settembre - Michal Finger, pallavolista ceco
- 2 settembre - Leandro Garate, calciatore argentino
- 2 settembre - Dusty Hannahs, cestista statunitense
- 2 settembre - Jauz, disc jockey e produttore discografico statunitense
- 2 settembre - Martin Kase, calciatore estone
- 2 settembre - Deiver Machado, calciatore colombiano
- 2 settembre - Zaza Nadiradze, canoista georgiano
- 2 settembre - Shane O'Neill, calciatore irlandese
- 2 settembre - Caleb Stanko, calciatore statunitense
- 3 settembre - Cristian Encarnación, pallavolista e giocatore di beach volley portoricano
- 3 settembre - Jules Haabo, calciatore francese
- 3 settembre - Yukitoshi Itō, ex calciatore giapponese
- 3 settembre - Jurij Jakovenko, ex calciatore ucraino
- 3 settembre - Rina Koike, attrice giapponese
- 3 settembre - Fabian Lienhard, ciclista su strada e ciclocrossista svizzero
- 3 settembre - Jordi Martins Almeida, calciatore brasiliano
- 3 settembre - Osayamen Osawe, ex calciatore nigeriano
- 3 settembre - Simona Petkova, calciatrice bulgara
- 3 settembre - Tim Rieder, calciatore tedesco
- 3 settembre - Giuseppe Spata, attore italiano
- 3 settembre - Erkin Tapalov, calciatore kazako
- 3 settembre - Dominic Thiem, ex tennista austriaco
- 3 settembre - Andrea Tovar, modella colombiana
- 4 settembre - Ross Callachan, calciatore scozzese
- 4 settembre - Yannick Carrasco, calciatore belga
- 4 settembre - Marco Fichera, schermidore e dirigente sportivo italiano
- 4 settembre - Hsiang Chun-Hsien, altista taiwanese
- 4 settembre - Thomas Jaeschke, pallavolista statunitense
- 4 settembre - David Jonsson, attore britannico
- 4 settembre - Lucas João, calciatore angolano
- 4 settembre - Barna Kesztyűs, calciatore ungherese
- 4 settembre - Joseph Marrero, ex calciatore portoricano
- 4 settembre - Ryan Martin, calciatore samoano
- 4 settembre - Rudik Mkrtchyan, lottatore armeno
- 4 settembre - Lowlow, rapper italiano
- 4 settembre - Silvia Stibilj, ex pattinatrice artistica a rotelle italiana
- 4 settembre - Mark Tuan, cantante e rapper statunitense
- 4 settembre - Lorenzo Vergani, ostacolista italiano
- 4 settembre - Xu Huiqin, astista cinese
- 4 settembre - Almir dos Santos, triplista e lunghista brasiliano
- 4 settembre - Chantal Škamlová, tennista slovacca
- 5 settembre - Fiston Abdul Razak, calciatore burundese
- 5 settembre - Patrick Bamford, calciatore inglese
- 5 settembre - Reda Benbaziz, pugile algerino
- 5 settembre - Dovis Bičkauskis, cestista lituano
- 5 settembre - Miguel Camargo, calciatore panamense
- 5 settembre - Kərim Diniyev, allenatore di calcio e ex calciatore azero
- 5 settembre - Alfred Gomis, calciatore senegalese
- 5 settembre - Clark Robertson, calciatore scozzese
- 5 settembre - Marc Tainon, attore italiano
- 5 settembre - Luisa Trombetti, nuotatrice italiana
- 5 settembre - T.J. Warren, cestista statunitense
- 6 settembre - Karlo Bilić, calciatore croato
- 6 settembre - Davide Ceci, pistard italiano
- 6 settembre - Peter Ďungel, calciatore slovacco
- 6 settembre - Saman Ghoddos, calciatore svedese
- 6 settembre - Famous Dex, rapper e cantante statunitense
- 6 settembre - Jack Haig, ciclista su strada australiano
- 6 settembre - Robert Klaasen, calciatore olandese
- 6 settembre - Vadzim Likharad, sollevatore bielorusso
- 6 settembre - Panagiōtīs Mpallas, calciatore greco
- 6 settembre - Dýman Nárzildaev, calciatore kazako
- 6 settembre - Jorge Antonio Padilla Leal, calciatore messicano
- 6 settembre - Alex Poythress, cestista statunitense
- 6 settembre - Rudy Rochman, attivista israeliano
- 6 settembre - Song Se-ra, schermitrice sudcoreana
- 6 settembre - Mattia Valoti, calciatore italiano
- 7 settembre - Andri Aganits, pallavolista estone
- 7 settembre - Jorn Brondeel, calciatore belga
- 7 settembre - Lisa Erba, calciatrice italiana
- 7 settembre - Dimităr Evtimov, calciatore bulgaro
- 7 settembre - Lautaro Fernández, calciatore argentino
- 7 settembre - Alex Greenwood, calciatrice britannica
- 7 settembre - Eliza Jane, attrice pornografica statunitense
- 7 settembre - Sun Menahem, ex calciatore israeliano
- 7 settembre - Miloš Milisavljević, cestista serbo
- 7 settembre - Dominic Poleon, calciatore santaluciano
- 7 settembre - Vladimir Rodić, calciatore serbo
- 7 settembre - Ryan Smith, giocatore di football americano statunitense
- 7 settembre - Kevin Stewart, ex calciatore giamaicano
- 7 settembre - Anid Travančić, calciatore bosniaco
- 7 settembre - Serhij Vakulenko, calciatore ucraino
- 8 settembre - Izzat Artykov, sollevatore kirghizo
- 8 settembre - Cendrine Browne, fondista canadese
- 8 settembre - Marco Castello, cantautore, polistrumentista e produttore discografico italiano
- 8 settembre - Gabriel Castellón, calciatore cileno
- 8 settembre - Dalbert, calciatore brasiliano
- 8 settembre - Elena Di Liddo, nuotatrice italiana
- 8 settembre - Ronald Elusma, calciatore haitiano
- 8 settembre - Magdalena Eriksson, calciatrice svedese
- 8 settembre - Alexander Hack, calciatore tedesco
- 8 settembre - Karl Joseph, giocatore di football americano statunitense
- 8 settembre - Camilo Melivilú, calciatore cileno
- 8 settembre - Piotr Parzyszek, calciatore polacco
- 8 settembre - Nicolás Sansotre, calciatore argentino
- 8 settembre - Chiara Scarabelli, pallavolista italiana
- 8 settembre - Pepi Sonuga, cantante, attrice e modella statunitense
- 8 settembre - Tamara de Sousa, multiplista brasiliana
- 8 settembre - Braian Toledo, giavellottista argentino († 2020)
- 8 settembre - Amanda Zahui, cestista svedese
- 8 settembre - Đỗ Hùng Dũng, calciatore vietnamita
- 9 settembre - Mathieu Babillot, rugbista a 15 francese
- 9 settembre - Stuart Carswell, calciatore scozzese
- 9 settembre - D.J. White, giocatore di football americano statunitense
- 9 settembre - Dominik Frieser, calciatore austriaco
- 9 settembre - Francesca Genzo, canoista italiana
- 9 settembre - Asen Georgiev, calciatore bulgaro
- 9 settembre - Torian Graham, cestista statunitense
- 9 settembre - Josh Gray, cestista statunitense
- 9 settembre - Pablo Insua, calciatore spagnolo
- 9 settembre - Paru Itagaki, fumettista giapponese
- 9 settembre - Aslan Karacev, tennista russo
- 9 settembre - Ryōhei Katō, ginnasta giapponese
- 9 settembre - Adnan Kovačević, calciatore bosniaco
- 9 settembre - Tat'jana Kurtukova, cantante e pedagogista russa
- 9 settembre - Luiz Felipe do Nascimento dos Santos, calciatore brasiliano
- 9 settembre - Terell Ondaan, calciatore guyanese
- 9 settembre - Foreste Peterson, ex sciatrice alpina statunitense
- 9 settembre - Brian Pillman Jr., wrestler statunitense
- 9 settembre - András Radó, calciatore ungherese
- 9 settembre - Sharon van Rouwendaal, nuotatrice olandese
- 9 settembre - Charlie Stewart, attore statunitense
- 9 settembre - Martijn Tusveld, ciclista su strada olandese
- 9 settembre - Javier Vet, calciatore olandese
- 10 settembre - Matias Abisab, calciatore uruguaiano
- 10 settembre - Đorđe Crnomarković, calciatore serbo
- 10 settembre - Philipp Erhardt, calciatore austriaco
- 10 settembre - Ricarda Haaser, sciatrice alpina austriaca
- 10 settembre - Michal Jeřábek, calciatore ceco
- 10 settembre - Samantha Kerr, calciatrice australiana
- 10 settembre - Chandra Kala Lamgade, giavellottista e pesista nepalese
- 10 settembre - Sarah Logan, wrestler statunitense
- 10 settembre - Roman Mýrtazaev, calciatore kazako
- 10 settembre - Jesper Nyholm, calciatore svedese
- 10 settembre - Laurina Oliveros, calciatrice argentina
- 10 settembre - Park Yong-woo, calciatore sudcoreano
- 10 settembre - Ruggero Pasquarelli, cantante, attore e personaggio televisivo italiano
- 10 settembre - Breshad Perriman, giocatore di football americano statunitense
- 10 settembre - Patrick Schmidt, calciatore tedesco
- 10 settembre - Taylor Simpson, pallavolista statunitense
- 10 settembre - Rok Sirk, calciatore sloveno
- 10 settembre - Bismarck Veliz, calciatore nicaraguense
- 10 settembre - José Villarreal, ex calciatore statunitense
- 10 settembre - Konrad Wrzesiński, calciatore polacco
- 10 settembre - Maike Ziech, judoka tedesca
- 10 settembre - Lionel Zouma, calciatore francese
- 11 settembre - Lena Lotzen, ex calciatrice tedesca
- 11 settembre - Edoardo Luperi, schermidore italiano
- 11 settembre - Marcus Paige, ex cestista statunitense
- 11 settembre - Wes Schweitzer, giocatore di football americano statunitense
- 11 settembre - Niltinho, calciatore brasiliano
- 11 settembre - Martina Šamadan, pallavolista croata
- 12 settembre - Ayrton Azzopardi, calciatore maltese
- 12 settembre - Kelsea Ballerini, cantautrice e personaggio televisivo statunitense
- 12 settembre - Jakob Busk, calciatore danese
- 12 settembre - Aleksandar Cvetković, cestista serbo
- 12 settembre - Steven Davis, cestista statunitense
- 12 settembre - Rafael Guarderas, calciatore peruviano
- 12 settembre - Nikos Marinakīs, calciatore greco
- 12 settembre - Erkebulan Nurğalïyev, calciatore kazako
- 12 settembre - Athanasios Prōtopsaltīs, pallavolista greco
- 12 settembre - Caio Souza, ginnasta brasiliano
- 12 settembre - Zhou Feng, lottatrice cinese
- 12 settembre - Darko Zorić, calciatore montenegrino
- 13 settembre - Alexandru Băluță, calciatore rumeno
- 13 settembre - Damiano Cima, ex ciclista su strada italiano
- 13 settembre - Clément Couturier, calciatore francese
- 13 settembre - Aisha Dee, attrice australiana
- 13 settembre - Randy Gazzola, hockeista su ghiaccio canadese
- 13 settembre - José Luis Gómez, calciatore argentino
- 13 settembre - Niall Horan, cantante irlandese
- 13 settembre - Mirko Ivanić, calciatore serbo
- 13 settembre - Dartez Jacobs, giocatore di football americano statunitense
- 13 settembre - Luis López Fernández, calciatore honduregno
- 13 settembre - Alice Merton, cantautrice tedesca
- 13 settembre - Ivan Schranz, calciatore slovacco
- 13 settembre - Alexia Sedykh, martellista francese
- 13 settembre - Will Vaulks, calciatore gallese
- 14 settembre - Jack Bonham, calciatore irlandese
- 14 settembre - Ramzi Boukhiam, surfista marocchino
- 14 settembre - Adrian Breitlauch, cestista tedesco
- 14 settembre - Ashley Caldwell, sciatrice freestyle statunitense
- 14 settembre - Lorenzo Casetti, hockeista su ghiaccio italiano
- 14 settembre - Perry Ellis, cestista statunitense
- 14 settembre - Mattia Gaspari, skeletonista italiano
- 14 settembre - Robert Hernández, calciatore venezuelano
- 14 settembre - Will Holden, giocatore di football americano statunitense
- 14 settembre - João Miguel, calciatore portoghese
- 14 settembre - Nazym Kazibay, pugile kazaka
- 14 settembre - Martin Konczkowski, calciatore polacco
- 14 settembre - Molly Manning Walker, regista, direttrice della fotografia e sceneggiatrice britannica
- 14 settembre - Derrick Marks, cestista statunitense
- 14 settembre - Takaharu Nishino, ex calciatore giapponese
- 14 settembre - Augustine Okrah, calciatore ghanese
- 14 settembre - Martynas Paliukėnas, cestista lituano
- 14 settembre - José Roberto Assunção de Araújo Filho, calciatore brasiliano
- 14 settembre - Diogo Alexis Rodrigues Coelho, calciatore portoghese
- 14 settembre - Shō Takada, attore e cantante giapponese
- 14 settembre - Ville Valasti, giocatore di football americano e allenatore di football americano finlandese
- 14 settembre - Jelena Vučetić, cestista montenegrina
- 15 settembre - Cyril Baille, rugbista a 15 francese
- 15 settembre - Anna Bongiorni, velocista italiana
- 15 settembre - Hans Brase, ex cestista statunitense
- 15 settembre - Lucy Charles, triatleta britannica
- 15 settembre - Luis Cárdenas, calciatore messicano
- 15 settembre - Fady Elsayed, attore britannico
- 15 settembre - Michel Espinosa, calciatore camerunese
- 15 settembre - Yūma Koishi, ciclista su strada giapponese
- 15 settembre - Martin Laas, ciclista su strada estone
- 15 settembre - Li Ang, calciatore cinese
- 15 settembre - Anderson Lopes, calciatore brasiliano
- 15 settembre - Roussel Ngankam, calciatore camerunese
- 15 settembre - Ellen Nyström, cestista svedese
- 15 settembre - Moha Rharsalla, calciatore marocchino
- 15 settembre - Josh Richardson, cestista statunitense
- 15 settembre - Constantin Sandu, calciatore moldavo
- 15 settembre - Dennis Schröder, cestista tedesco
- 15 settembre - Toni Silva, calciatore guineense
- 15 settembre - Omari Sterling-James, calciatore nevisiano
- 15 settembre - Jayden Stockley, calciatore inglese
- 15 settembre - J.P. Tokoto, cestista statunitense
- 16 settembre - Jaron Blossomgame, cestista statunitense
- 16 settembre - Amy Bowtell, ex tennista irlandese
- 16 settembre - Ivan Bukin, danzatore su ghiaccio russo
- 16 settembre - Sam Byram, calciatore inglese
- 16 settembre - Bryson DeChambeau, golfista statunitense
- 16 settembre - Jasmine Flury, sciatrice alpina svizzera
- 16 settembre - Mack Hollins, giocatore di football americano statunitense
- 16 settembre - Truls Engen Korsæth, ex ciclista su strada norvegese
- 16 settembre - Salvatore Maresca, ginnasta italiano
- 16 settembre - O Kang-chol, sollevatore nordcoreano
- 16 settembre - Tayla Parks, cantautrice, musicista e attrice statunitense
- 16 settembre - Geoff Swaim, giocatore di football americano statunitense
- 16 settembre - David Tiram, calciatore israeliano
- 16 settembre - Metro Boomin, produttore discografico e disc jockey statunitense
- 16 settembre - Andrew Wilson, ex nuotatore statunitense
- 17 settembre - François Affia Ambadiang, cestista camerunese
- 17 settembre - Sandra Arenas, marciatrice colombiana
- 17 settembre - Manuel Bihr, calciatore tedesco
- 17 settembre - Ugo Bonnet, calciatore francese
- 17 settembre - Sofiane Boufal, calciatore marocchino
- 17 settembre - Massimo Bruno, calciatore belga
- 17 settembre - Joe Bryan, calciatore inglese
- 17 settembre - Harriet Cains, attrice britannica
- 17 settembre - Jacob Ericsson, calciatore svedese
- 17 settembre - Sophie Howard, calciatrice tedesca
- 17 settembre - Todd Kane, calciatore inglese
- 17 settembre - Alex Lynn, pilota automobilistico britannico
- 17 settembre - Jacob Pebley, nuotatore statunitense
- 17 settembre - Josh Pieters, youtuber e comico sudafricano
- 17 settembre - Barbara Pozzobon, nuotatrice italiana
- 17 settembre - Harallamb Qaqi, calciatore albanese
- 17 settembre - Yordy Reyna, calciatore peruviano
- 17 settembre - Moisés San Nicolás, calciatore andorrano
- 17 settembre - Cristian Vega, calciatore argentino
- 17 settembre - Amr Warda, calciatore egiziano
- 17 settembre - Aleksej Zajcev, bobbista russo
- 17 settembre - Antonio Čolak, calciatore tedesco
- 17 settembre - Meliha İsmailoğlu, pallavolista e giocatrice di beach volley bosniaca
- 18 settembre - Mariana Avitia, arciera messicana
- 18 settembre - Adrià Botella Moreno, giocatore di football americano spagnolo
- 18 settembre - Felipe Carvalho, calciatore uruguaiano
- 18 settembre - Arbër Çyrbja, calciatore albanese
- 18 settembre - Gabriel Appelt, calciatore brasiliano
- 18 settembre - Valentin Henry, calciatore francese
- 18 settembre - Kira Isabella, cantante canadese
- 18 settembre - Álex López, ex calciatore spagnolo
- 18 settembre - Sebastian Maier, calciatore tedesco
- 18 settembre - Manal, cantautrice marocchina
- 18 settembre - Arthur Mariano, ginnasta brasiliano
- 18 settembre - Filip Matczak, cestista polacco
- 18 settembre - Patrick Schwarzenegger, attore, imprenditore e modello statunitense
- 18 settembre - LeShaun Sims, giocatore di football americano statunitense
- 18 settembre - Charlie Taylor, calciatore inglese
- 18 settembre - Teddy Thomas, rugbista a 15 francese
- 18 settembre - Zozibini Tunzi, modella sudafricana
- 19 settembre - Mo Alie-Cox, giocatore di football americano statunitense
- 19 settembre - Ben Azubel, calciatore israeliano
- 19 settembre - Chan Hao-ching, tennista taiwanese
- 19 settembre - Cheick Sallah Cissé, taekwondoka ivoriano
- 19 settembre - Tiana Dockery, pallavolista statunitense
- 19 settembre - Fan Kexin, pattinatrice di short track cinese
- 19 settembre - Shameeka Fishley, calciatrice britannica
- 19 settembre - Lester Hayes, calciatore statunitense
- 19 settembre - Ben Heneghan, calciatore inglese
- 19 settembre - Pi'erre Bourne, produttore discografico, beatmaker e fonico statunitense
- 19 settembre - Tatsuki Nara, calciatore giapponese
- 19 settembre - Anna Olasz, nuotatrice ungherese
- 19 settembre - Mario Pavelić, calciatore austriaco
- 19 settembre - Andrea Pereira, calciatrice spagnola
- 19 settembre - Francisco Pizzini, calciatore argentino
- 19 settembre - Ixtiyor Ropiev, giocatore di calcio a 5 uzbeko
- 19 settembre - Ramona Straub, saltatrice con gli sci tedesca
- 19 settembre - Samvel Ter-Sahakyan, scacchista armeno
- 20 settembre - Abdullah Al-Enezi, ex calciatore saudita
- 20 settembre - Kyle Anderson, cestista statunitense
- 20 settembre - Vartan Bayanduryan, tuffatore armeno
- 20 settembre - James Denny, tuffatore britannico
- 20 settembre - Julian Draxler, calciatore tedesco
- 20 settembre - Arichel Hernández, calciatore cubano
- 20 settembre - Svetlana Kolesničenko, sincronetta russa
- 20 settembre - Marvin Vettori, artista marziale misto italiano
- 21 settembre - Halli Amaro, pallavolista statunitense
- 21 settembre - Graham Burke, calciatore irlandese
- 21 settembre - Morgan Fox, calciatore gallese
- 21 settembre - Simone Ganz, calciatore italiano
- 21 settembre - Kirsty Gilmour, giocatrice di badminton britannica
- 21 settembre - Facundo Isa, rugbista a 15 argentino
- 21 settembre - Kwon Mina, attrice sudcoreana
- 21 settembre - Laura Neiva, attrice e modella brasiliana
- 21 settembre - Pak Hyon-il, calciatore nordcoreano
- 21 settembre - Zaine Pierre, ex calciatore santaluciano
- 21 settembre - Egor Potapov, calciatore russo
- 21 settembre - Elisabetta Preziosa, allenatrice di ginnastica e ex ginnasta italiana
- 21 settembre - Ante Rebić, calciatore croato
- 21 settembre - Aliocha Schneider, attore e cantante francese
- 21 settembre - Akani Simbine, velocista sudafricano
- 21 settembre - Lamine Traoré, calciatore maliano
- 22 settembre - Mohannad Abdul-Rahim, calciatore iracheno
- 22 settembre - Tigran Barseġyan, calciatore armeno
- 22 settembre - Chen Kuei-Ru, ostacolista taiwanese
- 22 settembre - Jordan Clark, calciatore inglese
- 22 settembre - Chase Ellison, attore statunitense
- 22 settembre - Zhanna Ferrario, calciatrice e ex giocatrice di calcio a 5 italiana
- 22 settembre - Nikolaj Kalinskij, calciatore russo
- 22 settembre - Thomas Lacey, attore, cantante e ballerino australiano
- 22 settembre - Giannoulīs Larentzakīs, cestista greco
- 22 settembre - Morgan Pearson, triatleta statunitense
- 22 settembre - Roman Röösli, canottiere svizzero
- 22 settembre - Javier Adolfo Salas, giocatore di calcio a 5 paraguaiano
- 22 settembre - Amiran Shavadze, lottatore georgiano
- 22 settembre - Winston Shepard, cestista statunitense
- 22 settembre - Darian Thompson, giocatore di football americano statunitense
- 23 settembre - Aylton Boa Morte, calciatore portoghese
- 23 settembre - Torrion Brummitt, ex cestista statunitense
- 23 settembre - Jonathan Calleri, calciatore argentino
- 23 settembre - Alina Crăciun, ex cestista rumena
- 23 settembre - Oussama Darfalou, calciatore algerino
- 23 settembre - Luis Fernández Teijeiro, calciatore spagnolo
- 23 settembre - Sarah Hildebrandt, lottatrice statunitense
- 23 settembre - Sam Benjamin Jackson, attore inglese
- 23 settembre - Duke Johnson, ex giocatore di football americano statunitense
- 23 settembre - Tanaboon Kesarat, calciatore thailandese
- 23 settembre - Risako Mitsui, sincronetta giapponese
- 23 settembre - Mustafa Nadhim, calciatore iracheno
- 23 settembre - Michela Pesce, calciatrice italiana
- 23 settembre - Robin Pröpper, calciatore olandese
- 23 settembre - Marios Stylianou, calciatore cipriota
- 23 settembre - Greg Tarzan Davis, attore statunitense
- 24 settembre - Luis Ayala Brucil, calciatore ecuadoriano
- 24 settembre - Alina Baraz, cantautrice statunitense
- 24 settembre - Jenna Blasman, ex snowboarder canadese
- 24 settembre - Kevin Ceccon, pilota automobilistico italiano
- 24 settembre - Victor Vlad Cornea, tennista rumeno
- 24 settembre - Giuliano Logos, poeta, rapper e attivista italiano
- 24 settembre - Sonya Deville, wrestler, ex artista marziale mista e ex judoka statunitense
- 24 settembre - Diego Diellos, calciatore argentino
- 24 settembre - Andriani Karantoni, modella cipriota
- 24 settembre - Liu Shiying, giavellottista cinese
- 24 settembre - Lucas Fernandes Mariano, cestista brasiliano
- 24 settembre - Franco Mazurek, calciatore argentino
- 24 settembre - Hawbir Moustafa, ex calciatore iracheno
- 24 settembre - Jessy Pi, calciatore francese
- 24 settembre - Ben Platt, attore e cantante statunitense
- 24 settembre - Reggie Ragland, giocatore di football americano statunitense
- 24 settembre - Giulia Rizzon, calciatrice italiana
- 25 settembre - Arlind Ajeti, calciatore svizzero
- 25 settembre - Brandin Cooks, giocatore di football americano statunitense
- 25 settembre - Leandro Cordeiro de Lima Silva, calciatore brasiliano
- 25 settembre - Narayan Das, calciatore indiano
- 25 settembre - Lenny, cantautrice e musicista ceca
- 25 settembre - Victor Martín, nuotatore spagnolo
- 25 settembre - Francesca Milani, judoka italiana
- 25 settembre - Kwandakwensizwa Mngonyama, calciatore sudafricano
- 25 settembre - Rashad Muhammed, calciatore francese
- 25 settembre - Abdel Nader, cestista egiziano
- 25 settembre - Simeon Slavčev, calciatore bulgaro
- 25 settembre - Allans Vargas, calciatore honduregno
- 26 settembre - Cai Xuetong, snowboarder cinese
- 26 settembre - Ant Clemons, cantautore, rapper e paroliere statunitense
- 26 settembre - Dor Elo, calciatore israeliano
- 26 settembre - Mariane Gaburro, calciatrice brasiliana
- 26 settembre - Alberto Jorge García, calciatore messicano
- 26 settembre - Jakub Karolak, cestista polacco
- 26 settembre - Musab Kheder, calciatore qatariota
- 26 settembre - Michael Kidd-Gilchrist, ex cestista statunitense
- 26 settembre - Solomon Simmons, multiplista statunitense
- 26 settembre - Leo Suter, attore britannico
- 26 settembre - Renee Teppan, pallavolista estone
- 26 settembre - Josip Tomašević, calciatore croato
- 27 settembre - Jonathan Buatu Mananga, calciatore belga
- 27 settembre - Isabelle Harrison, cestista statunitense
- 27 settembre - Peres Jepchirchir, maratoneta keniota
- 27 settembre - Jakub Kaczmarek, ciclista su strada polacco
- 27 settembre - Samu Kerevi, rugbista a 15 australiano
- 27 settembre - Lisandro Magallán, calciatore argentino
- 27 settembre - Goṙ Manowkyan, calciatore armeno
- 27 settembre - Ryan Murray, hockeista su ghiaccio canadese
- 27 settembre - Patrick Mölleken, attore e doppiatore tedesco
- 27 settembre - Alain Oyarzun, calciatore spagnolo
- 27 settembre - Luiz Phellype, calciatore brasiliano
- 27 settembre - Mónica Puig, ex tennista portoricana
- 27 settembre - Lucas Nahuel Rodríguez, calciatore argentino
- 27 settembre - Denny Solomona, rugbista a 13 e rugbista a 15 neozelandese
- 27 settembre - Álex Suárez, cestista spagnolo
- 27 settembre - Aleksandar Subić, calciatore bosniaco
- 27 settembre - Vinnie Sunseri, ex giocatore di football americano e allenatore di football americano statunitense
- 27 settembre - Francisco Vélez, pallavolista portoricano
- 28 settembre - Leonel Alves, ex calciatore andorrano
- 28 settembre - Daniel Braverman, ex giocatore di football americano statunitense
- 28 settembre - Aquille Carr, cestista statunitense
- 28 settembre - Iakob Kajaia, lottatore georgiano
- 28 settembre - Stelios Kitsiou, calciatore greco
- 28 settembre - Paloma Lázaro, calciatrice spagnola
- 28 settembre - Joni Mäkelä, calciatore finlandese
- 28 settembre - Alan Mendoza, calciatore messicano
- 28 settembre - Jan Rebec, cestista sloveno
- 28 settembre - Cristina Selmi, calciatrice italiana
- 28 settembre - Tom Wamukota, cestista keniota
- 28 settembre - Jodie Williams, ex velocista britannica
- 29 settembre - Omar Kamal, calciatore egiziano
- 29 settembre - Marisol Bizcocho, cantante spagnola
- 29 settembre - Sanne Dekker, bobbista olandese
- 29 settembre - Kudakwashe Mahachi, calciatore zimbabwese
- 29 settembre - Jah Khalib, rapper kazako
- 29 settembre - Lucrezia Marricchi, doppiatrice, direttrice del doppiaggio e dialoghista italiana
- 29 settembre - Mehrdad Mohammadi, calciatore iraniano
- 29 settembre - Milad Mohammadi, calciatore iraniano
- 29 settembre - Bernhard Niederberger, ex sciatore alpino svizzero
- 29 settembre - Anthony Pérez, cestista venezuelano
- 29 settembre - Carlos Salcedo, calciatore messicano
- 29 settembre - Maren Skjøld, ex sciatrice alpina norvegese
- 29 settembre - Oleh Vernjajev, ginnasta ucraino
- 29 settembre - Princ od Vranje, cantante e attore teatrale serbo
- 30 settembre - Rylo Rodriguez, rapper statunitense
- 30 settembre - Badr Benoun, calciatore marocchino
- 30 settembre - Gabriel Alejandro Benítez, calciatore venezuelano
- 30 settembre - Jamille Boatswain, calciatore trinidadiano
- 30 settembre - Cierra Burdick, cestista statunitense
- 30 settembre - Mauro Dalla Costa, calciatore argentino
- 30 settembre - Brandon de León, calciatore guatemalteco
- 30 settembre - Ryan Glasgow, giocatore di football americano statunitense
- 30 settembre - Trevor Lee, wrestler statunitense
- 30 settembre - Emyr Huws, ex calciatore gallese
- 30 settembre - Jovana Jakšić, tennista serba
- 30 settembre - Brian Kaltak, calciatore vanuatuano
- 30 settembre - Solomon Kwambe, calciatore nigeriano
- 30 settembre - Philipp Max, calciatore tedesco
- 30 settembre - Basant Hassan, altista egiziana
- 30 settembre - Ken Sema, calciatore svedese
- 30 settembre - Maximiliano Sigales, ex calciatore uruguaiano
- 30 settembre - Teddy Teuma, calciatore francese
- 30 settembre - Nathalie von Siebenthal, fondista svizzera
- 30 settembre - Tiffany Yuen, attivista e politica cinese
- 30 settembre - Francesco Zampano, calciatore italiano
- 30 settembre - Giuseppe Zampano, calciatore italiano